# Antonio López Aguado
Antonio López Aguado (Madrid, 1764-1831) fue un arquitecto neoclásico español, Maestro Mayor de la Villa de Madrid, Intendente honorario de la Provincia, capitán del Cuerpo de Ingenieros y caballero de la Orden de Santiago.

## Biografía

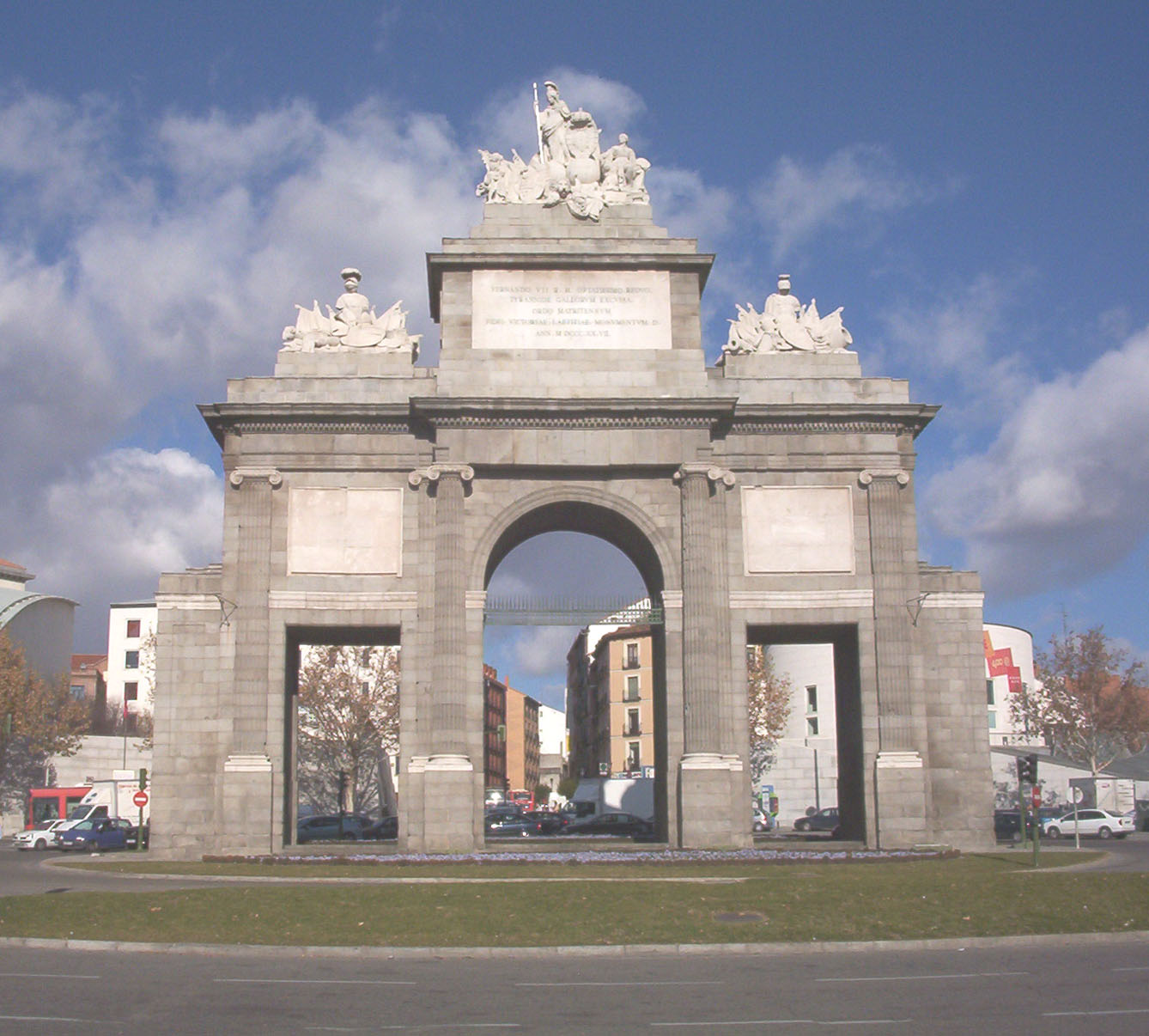
Cara sur de la Puerta de Toledo en Madrid.

Discípulo de Juan de Villanueva, estudió en la Real Academia de Bellas Artes de San Fernando, siendo pensionado para continuar su formación en Italia y en Francia. En 1795 fue nombrado miembro de la Comisión de Arquitectura de la Academia, así como profesor en la misma. En 1799 fue nombrado Teniente Director de Arquitectura y finalmente en 1805 Director de Arquitectura.
La mayor parte de su producción se encuentra en Madrid (ciudad de la que fue nombrado Maestro Mayor, cargo equivalente al de arquitecto municipal, en 1814), donde realizó numerosas obras para mayor gloria del rey Fernando VII. Así, se le deben la puerta de Toledo y el proyecto del Teatro Real. De este último, si bien la duración del periodo constructivo (su construcción la comenzó López Aguado en 1818 y se prolongó hasta 1850, con importantes reformas en el siglo XX) desfiguró en gran medida el proyecto original, son responsabilidad de López Aguado la planta en forma de hexágono irregular alargado, su disposición frente al Palacio Real al otro lado de la plaza de Oriente, y su escena rectangular de gran tamaño.
Intervino también en el diseño de lo que hoy es el Parque de El Capricho, en la Alameda de Osuna, en el que construyó, entre otros edificios, el Salón de Baile (1815), de planta octogonal. Para el Ayuntamiento de Madrid construyó el Casino de la Reina, de planta rectangular y rodeado de jardines. Trabajó también en la consolidación y acondicionamiento del edificio de Villanueva para el Museo Fernandino (1814-1831), en lo que sería posteriormente el Museo del Prado. Otras obras suyas son el palacio  del duque de Villahermosa (edificio que actualmente alberga el Museo Thyssen-Bornemisza de Madrid), y el Palacio de Fernán Núñez.
Fuera de Madrid destaca el proyecto del Real Sitio de La Isabela, un pueblo balneario situada a unas leguas de Sacedón (Guadalajara), cuya construcción se extendió entre 1817 y 1826 y actualmente sumergido bajo las aguas del pantano de Buendía, o los Baños de la Reina en Solán de Cabras (1817).